# サンライズもとみや
サンライズもとみやは、福島県本宮市本宮字矢来39番地4にある多目的ホール。略称はサンライズ。本宮市中央公民館が併設されている。
本宮町役場が別地点に移転したことで、1987年（昭和62年）に跡地に着工し、1988年（昭和63年）に完成した。

## 歴史
- 1987年（昭和62年）3月20日 - 着工。
- 1988年（昭和63年）3月31日 - 完成。
- 1988年（昭和63年）5月12日 - 開館。
- 2011年（平成23年）3月18日～4月3日 - 一時閉館。
- 2019年（令和元年）10月12日～ - 令和元年東日本台風の被害により休館[1]。

## 利用
雇用・能力開発機構委託の本宮共同福祉施設である。本宮市の大規模行事の多くがここで行われており、大ホールでは主に講演会やコンサート、小ホールでは協議会などでの利用が多い。

## アクセス
- JR東北本線本宮駅より500m。
- 敷地内に駐車場が70台分設けられている。